# Парламентские выборы в Армении (2003)
Парламентские выборы в Армении 2003 года — выборы в Парламент Армении, прошедшие 25 мая 2003 года.
Был избран 131 депутат, из которых 56 избирались по мажоритарной системе, 75 — по партийным спискам.

## Партийные фракции
| Партия, блок                                                                                       | Голоса                  |
| -------------------------------------------------------------------------------------------------- | ----------------------- |
| Республиканская партия Армении                                                                     | (23,66 %, 23 депутата)  |
| Оринац Еркир                                                                                       | (12,60 %, 12 депутатов) |
| АРФД                                                                                               | (11,45 %, 11 депутатов) |
| Блок «Справедливость» (Народная партия Армении, «Республика», НДС, НДП, БНД, ДПА, СКП, СДПГ, СДПА) | (13,71 %, 14 депутатов) |
| «Национальное единение (Армения)»                                                                  | (8,91 %, 9 депутатов)   |
| «Объединенная трудовая партия»                                                                     | (5,67 %, 6 депутатов)   |
| «Народный депутат»                                                                                 | (депутатская группа)    |

## Результаты
| Партия | мажоритарные округа | мажоритарные округа | мажоритарные округа | Национальный округ | Национальный округ | Национальный округ | Всего мест | +/-   |
| Партия | Голоса              | %                   | Мест                | Голоса             | %                  | Мест               | Всего мест | +/-   |
| --- | ------------------- | ------------------- | ------------------- | ------------------ | ------------------ | ------------------ | ---------- | ----- |
| Республиканская партия Армении                                                                                        | 124 950             | 11,82               | 10                  | 278 712            | 23,66              | 23                 | 33         | -     |
| Справедливость |                     |                     | 0                   | 161 533            | 13,71              | 14                 | 14         | Новая |
| Право закона | 96 079              | 9,09                | 7                   | 148 381            | 12,98              | 12                 | 19         | +13   |
| Армянская революционная федерация                                                                                     |                     |                     | 0                   | 134 849            | 11,45              | 11                 | 11         | +3    |
| Национальное единство                                                                                                 |                     |                     | 0                   | 104 941            | 8,91               | 9                  | 9          | Новая |
| Объединённая трудовая партия                                                                                          |                     |                     | 0                   | 66 817             | 5,67               | 6                  | 6          | Новая |
| Либерально-демократический союз Армении                                                                               |                     |                     | 0                   | 282 599            | 23,99              | 0                  | 0          | Новая |
| Мощное отечество |                     |                     | 0                   | 282 599            | 23,99              | 0                  | 0          | 0     |
| Демократическая либеральная партия                                                                                    |                     |                     | 0                   | 282 599            | 23,99              | 0                  | 0          | 0     |
| Равенство,демократия, отечество                                                                                       |                     |                     | 0                   | 282 599            | 23,99              | 0                  | 0          | Новая |
| Союз производителей и женщин                                                                                          |                     |                     | 0                   | 282 599            | 23,99              | 0                  | 0          | Новая |
| Коммунистическая партия Армении                                                                                       |                     |                     | 0                   | 282 599            | 23,99              | 0                  | 0          | -10   |
| Народная партия Армении                                                                                               |                     |                     | 0                   | 282 599            | 23,99              | 0                  | 0          | -     |
| Закон и единство |                     |                     | 0                   | 282 599            | 23,99              | 0                  | 0          | Новая |
| Республика | 15 298              | 1,45                | 1                   | 282 599            | 23,99              | 0                  | 1          | Новая |
| Всеармянская трудовая партия                                                                                          | 13 556              | 1,28                | 1                   | 282 599            | 23,99              | 0                  | 1          | Новая |
| Независимые | 694 344             | 65,66               | 37                  | -                  | -                  | -                  | 37         | +5    |
| Недействительные и пустые бюддетени                                                                                   | 6926                | -                   | -                   | 10 424             | -                  | -                  | -          | -     |
| Всего | 1 064 474           | 100                 | 56                  | 1 188 256          | 100                | 75                 | 131        | 0     |
| Ресурс: IFES Архивная копия от 3 марта 2016 на Wayback Machine, IPU Архивная копия от 26 июля 2011 на Wayback Machine |                     |                     |                     |                    |                    |                    |            |       |

## Персональный состав парламента Армении третьего созыва
Торосян, Тигран Суренович председатель Национального Собрания в 2006—2007 гг., заместитель председателя Национального Собрания в 2003—2006 гг.
Багдасарян, Артур Ваганович председатель Национального Собрания в 2003—2006 гг.
Ованнисян, Ваган Эдуардович вице-спикер
Абовян, Овик Арамаисович
Абрамян, Сергей Аршавирович
Азизян, Наполеон Суренович
Азоян, Овик Багдасарович
Алексанян, Лерник Рафикович
Алексанян, Самвел Лиминдрович
Агабабян, Ашот Сергеевич
Айвазян, Смбат Жирайрович
Ашотян, Армен Геворгович
Аракелян, Корюн Варданович
Аветисян, Сукиас Гегелевич
Арзаканцян, Тигран Григорьевич
Аршакян, Агаси Арамаисович
Арсенян, Гурген Бабкенович
Апоян, Ашот Оганесович
Бадалян, Владимир Меружанович
Бадеян, Манвел Генрихович
Базеян, Альберт Мушегович
Баласанян, Самвел Мисакович
Багдасарян, Ашот Геворгович
Багдасарян, Ваграм Вагинакович
Бишарян, Егине Вачеевна
Габриелян, Эдуард Аршакович
Гагян, Гагик Симонович
Гаспарян, Манук Оганесович
Гегамян, Арташес Мамиконович
Геворгян, Наапет Багратович
Гулоян, Мурад Арамович
Григорян, Араик Темурович
Григорян, Арамаис Темурович
Даллакян, Виктор Ервандович
Даниелян, Армен Серёжаевич
Демирчян, Степан Каренович
Еганян, Тигран Рафаэлович
Захарян, Саяд Вазгенович
Закарян, Степан Грачаевич
Тамазян, Гамлет Сергеевич
Туманян, Самвел Саркисович
Хачатрян, Лёва Юзикович
Хачатрян, Грант Грачаевич
Худабашян, Эмма Арамаисовна
Царукян, Гагик Коляевич
Цатурян, Эдмунд Амбарцумович
Карапетян, Грайр Карленович
Карапетян, Алексан Амбарцумович
Карапетян, Карен Саркисович
Костандян, Гагик Бегларович
Карагезян, Арутюн Арпиарович
Акопян, Грануш Грантовна
Акопян, Геворг Аракелович
Акопян, Акоп Варданович
Акопян, Акоп Рафикович
Амбарцумян, Аркадий Станиславович
Айрапетян, Рубен Рафикович
Арутюнян, Гамлет Микаелович
Арутюнян, Григор Арутюнович
Ованнисян, Арменуи Робертовна
Ованнисян, Амаяк Константинович
Овсепян, Рубен Георгиевич
Казарян, Манвел Андраникович
Гонджеян, Григор Карписович
Гукасян, Арег Аршавирович
Матевосян, Вардгес Гедеонович
Манасерян, Татул Норайрович
Манукян, Вазген Микаэлович
Манукян, Хачик Вагинакович
Манукян, Абраам Акопович
Манукян, Мелик Сарибекович
Маргарян, Ованес Айкович
Маргарян, Григор Сергеевич
Мартиросян, Размик Мартиросович
Меликян, Гагик Вагинакович
Минасян, Мкртыч Акопович
Минасян, Гагик Енгибарович
Микаелян, Сасун Мехакович
Мхеян, Гагик Даниелович
Мхитарян, Армен Ашотович
Мхитарян, Аршак Гарменович
Мхитарян, Мехак Нерсикович
Мкртчян, Арарат Егишеевич
Мкртчян, Вардан Аракелович
Мовсисян, Аракел Абрамович
Мурадян, Арутюн Бахтибекович
Назарян, Манвел Артаваздович
Нагдалян, Эрмине Микаэловна
Никоян, Самвел Паргевович
Шахгельдян, Мгер Левонович
Шахгальдян, Самвел Суренович
Петросян, Алексан Макарович
Петросян, Артур Бениаминович
Петросян, Хачик Борисович
Петросян, Алвард Бардуховна
Петросян, Рафик Гарегинович
Петросян, Мнацакан Тадевосович
Погосян, Левон Рафаэлович
Пуртоян, Армен Юрьевич
Рустамян, Армен Езнакович
Садоян, Аршак Аветисович
Саакян, Галуст Григорьевич
Саакян, Самвел Сергеевич
Саркисян, Арам Гаспарович
Саркисян, Арам Завенович
Саркисян, Александр Азатович
Саркисян, Левон Грачаевич
Сейранян, Спартак Арменакович
Симонян, Артуш Владимирович
Сукиасян, Хачатур Альбертович
Варагян, Мхитар Норикович
Варданян, Микаел Грантович
Памбукян, Арутюн Карапетович
Кочарян, Шаварш Микаэлович

## Депутаты, полномочия которых прекращены
Аракелян, Артак Григорьевич умер
Гюльзадян, Врам Хоренович
Исраелян, Сергей Хоренович умер
Хачатрян, Сурен Серёжаевич назначен губернатором Сюникской области
Хачикян, Вазген Юрьевич
Карапетян, Ерем Айказунович умер
Арутюнян, Арам Хачикович назначен министром градостроительства
Малхасян, Арарат Цолакович
Марухян, Востаник Завенович
Микаелян, Мушег Авакович
Мкртчян, Левон Оганесович назначен министром образования и науки
Мкртчян, Мкртыч Эмильевич
Мовсисян, Мушег Абраамович умер
Стамболцян, Гагик Григорьевич

## см. также
Выборы в Армении